# AS Magenta
L'Association Sportive Magenta (AS Magenta) is een voetbalclub uit Nouméa, de hoofdstad van Nieuw-Caledonië. De club speelt de thuiswedstrijden op Stade Numa Daly dat plaats biedt aan 16.000 toeschouwers.
De club werd zes keer winnaar van de Division d’Honneur/Super League, de competitie op het hoofdeiland Nieuw-Caledonië (Grande-Terre) en de hoogste competitie die de Voetbalbond van Nieuw-Caledonië (FCF) organiseert. In elk jaar dat de club competitiewinnaar werd, werd de club ook winnaar van de play-off (de top van de Division d'Honneur en de winnaar van de competitie van de inter-îles (Loyaliteitseilanden) om het kampioenschap van Nieuw-Caledonië.
De beker van Nieuw-Caledonië werd acht keer gewonnen. Met deze overwinningen kwalificeerde de club zich ook voor de nationale ronden van de Coupe de France. De Coupe TOM (Coupe Territoires d'Outre-Mer, beker van Franse overzeese gebieden in de Grote Oceaan).

## Erelijst
Division d’Honneur
Winnaar in: 2002/03, 2003/04, 2004/05, 2007/08, 2008/09, 2009*
Kampioen in: 2002/03, 2003/04, 2004/05, 2007/08, 2008/09, 2009*
Beker van Nieuw-Caledonië
Winnaar in: 1996, 2000, 2001, 2002, 2003, 2004, 2005, 2010
Coupe TOM
2003, 2005
* 2x competitie in 2009 n.a.v. overgang naar lente/herfst competitie, 

## OFC-clubvoetbal
| Seizoen | Competitie            | Ronde | Land                         | Club                | Uitslagen |
| ------- | --------------------- | ----- | ---------------------------- | ------------------- | --------- |
| 2005    | OFC Club Championship | Voor  | Vlag van Cookeilanden        | Nikao Sokattack     | 4-0, 5-1  |
| 2005    | OFC Club Championship | Groep | Vlag van Tahiti              | AS Manu-Ura         | 4-1       |
| 2005    | OFC Club Championship | Groep | Vlag van Vanuatu             | Tafea FC            | 1-1       |
| 2005    | OFC Club Championship | Groep | Vlag van Salomonseilanden    | Makuru FC           | 5-0       |
| 2005    | OFC Club Championship | HF    | Vlag van Tahiti              | AS Pirae            | 3-1       |
| 2005    | OFC Club Championship | F     | Vlag van Australië           | Sydney FC           | 0-2       |
| 2006    | OFC Club Championship | Groep | Vlag van Vanuatu             | Tafea FC            | 0-1       |
| 2006    | OFC Club Championship | Groep | Vlag van Nieuw-Zeeland       | YoungHeart Manawatu | 2-2       |
| 2006    | OFC Club Championship | Groep | Vlag van Fiji                | Nokia Eagles        | 1-0       |
| 2009/10 | OFC Champions League  | Groep | Vlag van Nieuw-Zeeland       | Auckland City FC    | 1-1, 1-2  |
| 2009/10 | OFC Champions League  | Groep | Vlag van Tahiti              | AS Manu-Ura         | 8-1, 1-1  |
| 2009/10 | OFC Champions League  | Groep | Vlag van Nieuw-Zeeland       | Waitakere United    | 1-1, 1-4  |
| 2010/11 | OFC Champions League  | Groep | Vlag van Nieuw-Zeeland       | Auckland City FC    | 0-1, 0-3  |
| 2010/11 | OFC Champions League  | Groep | Vlag van Tahiti              | AS Tefana           | 1-0, 3-0  |
| 2010/11 | OFC Champions League  | Groep | Vlag van Nieuw-Zeeland       | Waitakere United    | 1-1, 1-2  |
| 2013/14 | OFC Champions League  | Groep | Vlag van Fiji                | Ba FA               | 0-2       |
| 2013/14 | OFC Champions League  | Groep | Vlag van Vanuatu             | Tafea FC            | 3-1       |
| 2013/14 | OFC Champions League  | Groep | Vlag van Papoea-Nieuw-Guinea | PRK Hekari United   | 2-2       |

## Bekende (oud-)spelers
- Bertrand Kaï